# Pascale Ogier
Pascale Ogier, właśc. Pascale Marguerite Cécile Claude Colette Nicolas (ur. 26 października 1958 w Paryżu, zm. 25 października 1984 tamże) – francuska aktorka.

## Życiorys
Urodziła się w Paryżu, jako córka muzyka i aktorki Bulle Ogier. Popularność przyniosła jej rola w filmie Érica Rohmera Noce pełni księżyca (1984), za którą zdobyła Puchar Volpiego dla najlepszej aktorki na 41. MFF w Wenecji i nominację  do Cezara.
Zmarła w wigilię swoich 26 urodzin na atak serca. Została pochowana na cmentarzu Père-Lachaise w Paryżu.

## Filmografia
- 1985: 	Rosette vend des roses
- 1984: 	Ave Maria jako Angélique
- 1984: 	Noce pełni księżyca (Nuits de la pleine lune, Les) jako Louise
- 1983: 	Ghost Dance jako Pascale
- 1983: 	Signes extérieurs de richesse jako Asystentka medyczna
- 1982: 	Il est trop tard pour rien
- 1981: 	Pont du Nord, Le jako Baptiste
- 1980: 	Dama Kameliowa (Dame aux camélias, La) jako Olympe
- 1980: 	Catherine de Heilbronn jako Catherine de Heilbronn
- 1979: 	Perceval z Galii (Perceval le Gallois)
- 1978: 	La Vie comme ça